# Marktplatz (Städtebau)

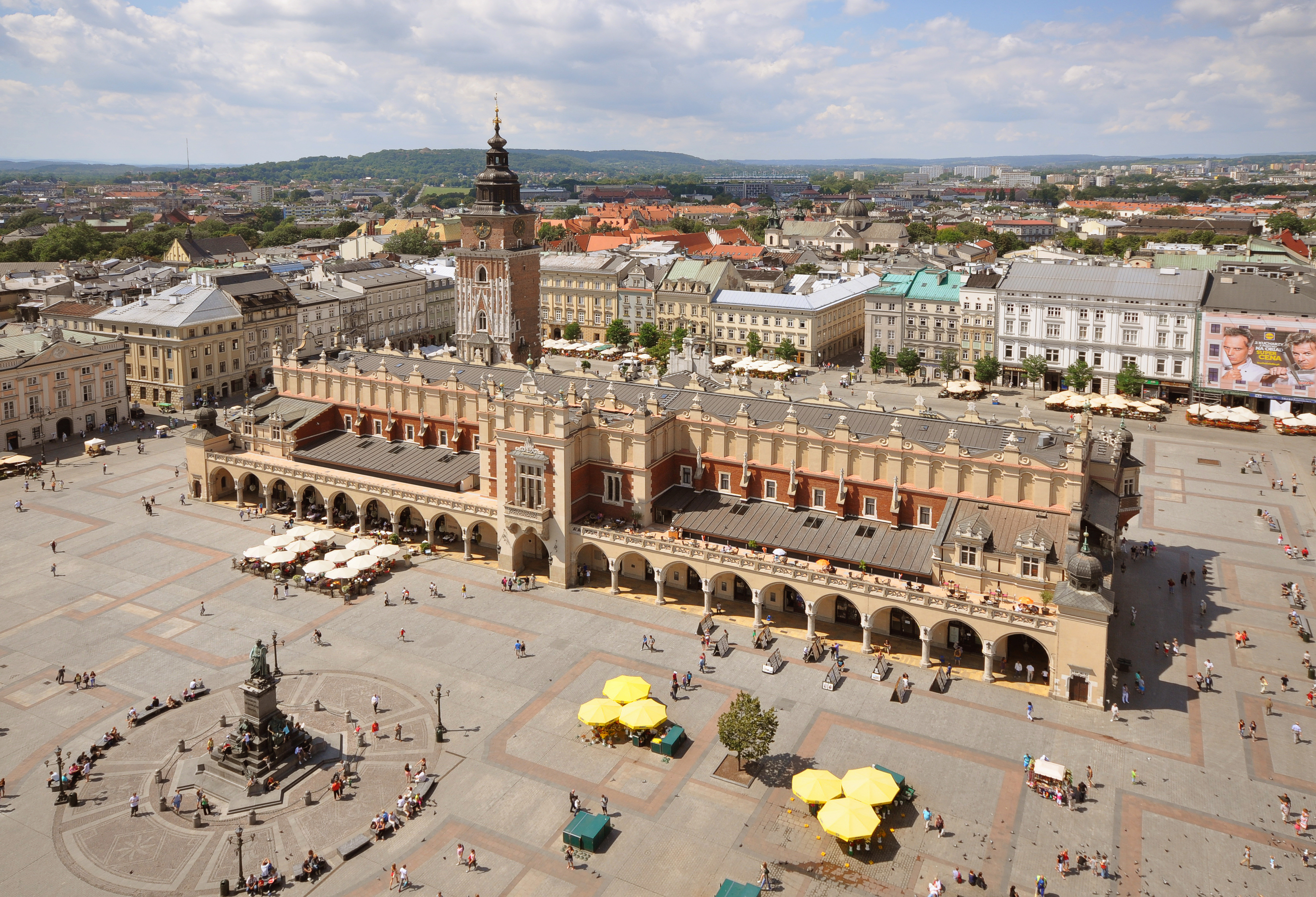
Hauptmarkt in Krakau, Polen

Als Marktplatz gilt seit dem Mittelalter ein Platz innerhalb einer Stadt oder eines Dorfes, an dem materielle oder immaterielle Güter gehandelt werden und auf dem jeweils städtischen oder lokalen Recht gründen. Der Marktplatz war in der Regel zugleich der Stapelplatz.

## Merkantiler Nutzen

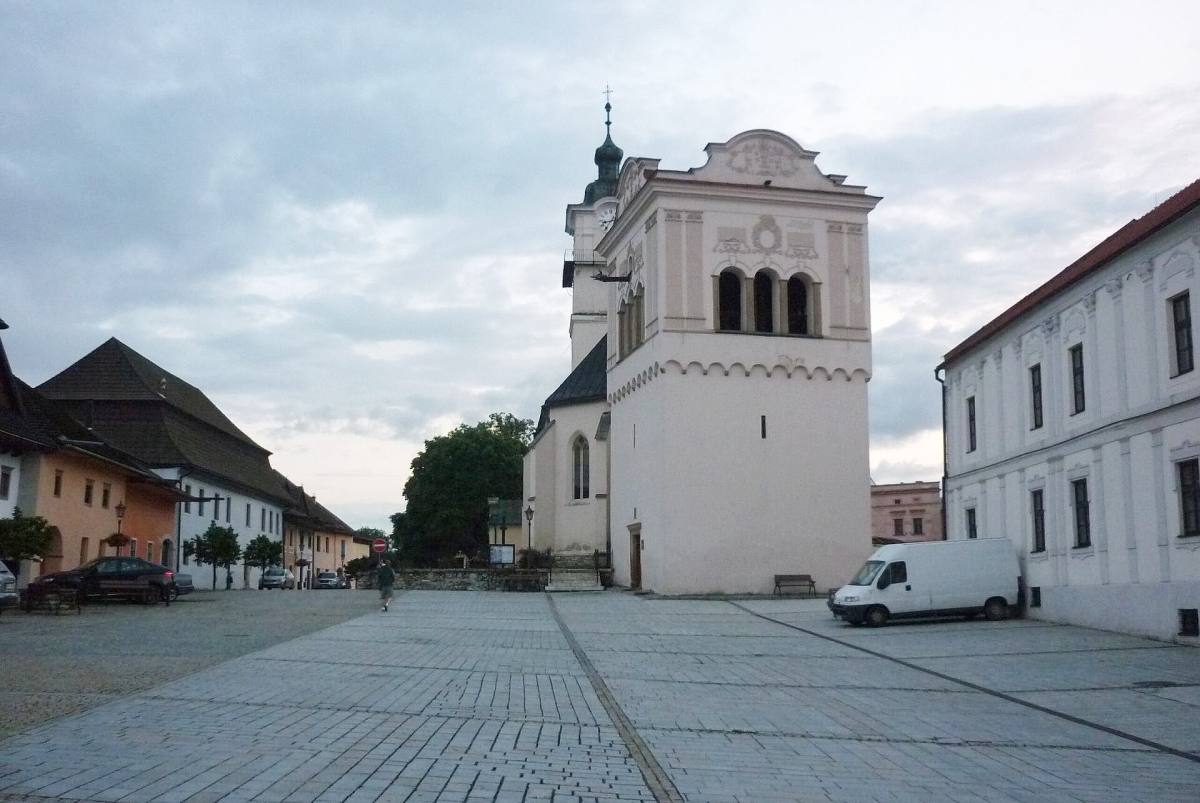
Typische langgezogene Form eines im Spätmittelalter angelegten Zipser Marktplatzes: Spišská Sobota in der Slowakei. Im Zentrum steht der quadratische Renaissance-Glockenturm von 1588, dahinter die 1273 erwähnte und 1464 gotisch umgebaute katholische Georgskirche.

Diese Art des Handels, die durch Verleihung des Marktrechts ermöglicht wurde, hatte ganz wesentlich zum Aufschwung der Städte im Mittelalter beigetragen. Seit den Anfängen der Stadtbildung waren Märkte die Zentren städtischen Lebens, dabei häufig auch städtebauliche Räume von hohem architektonischen Rang. Noch heute ist der Marktplatz in der Regel der zentrale Platz in einer Stadt, an dem auch das Rathaus errichtet wurde.
In größeren Städten existierten oft mehrere Marktplätze, auf denen früher spezifische Waren angeboten wurden. So gab es auch Obst/Grün-, Milch- und Fleischmarkt, deren Namen heute noch teilweise als Straßenbezeichnung Verwendung finden, desgleichen Spezialmärkte wie Ross-, Viehmarkt, die üblicherweise in den Vorstädten abgehalten wurden.

## Juristischer Nutzen
Da an einem freien und unbedeckten Orte Recht gesprochen werden sollte, wurden für die Verhandlungen Tische, Bänke und Einfriedungen extra aufgebaut. Als sich die Rechtsprechung in eigene, zunächst offene Gerichtbauten und -häuser zurückzog, waren diese am Markt errichtet oder von dort durch breite Fenster dem Volk voller Einblick gestattet. Richtstätte war der Marktplatz mit Hinrichtungen, öffentliche Ausstellungen, Stäupungen und der Verwendung des Prangers.

## Straßennamen

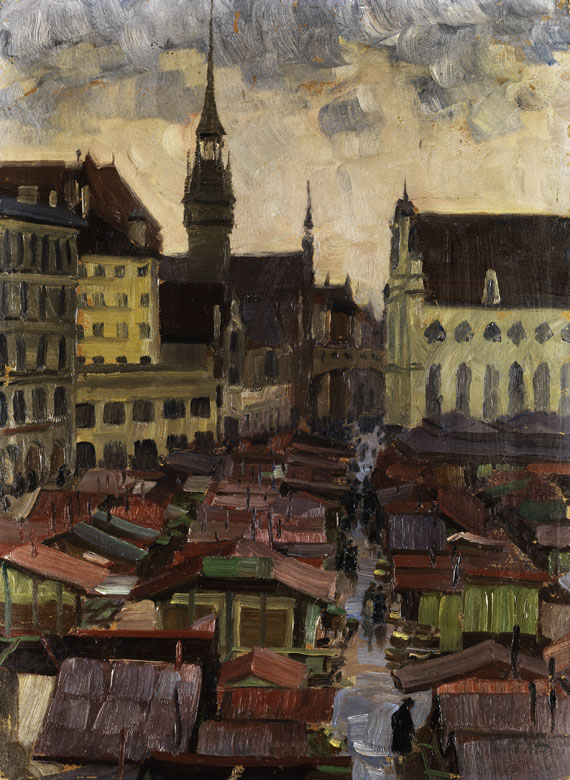
Viktualienmarkt in München, Gemälde von Charles Vetter, vor 1941.

Typische Namen der Plätze oder heutige Straßennamen, die auf Märkte zurückgehen, sind:
- Markt, Marktplatz
- Hauptmarkt; Spezialmärkte: Pferdemarkt, Rossmarkt (Pferde), Schrannenplatz (insb. Getreide), Viktualienmarkt (Viktualien, Lebensmittel), Naschmarkt, Gänsemarkt, Fischmarkt, Kornmarkt, Heumarkt, Wollmarkt
- Alter Markt, Neuer Markt